# Bosporus

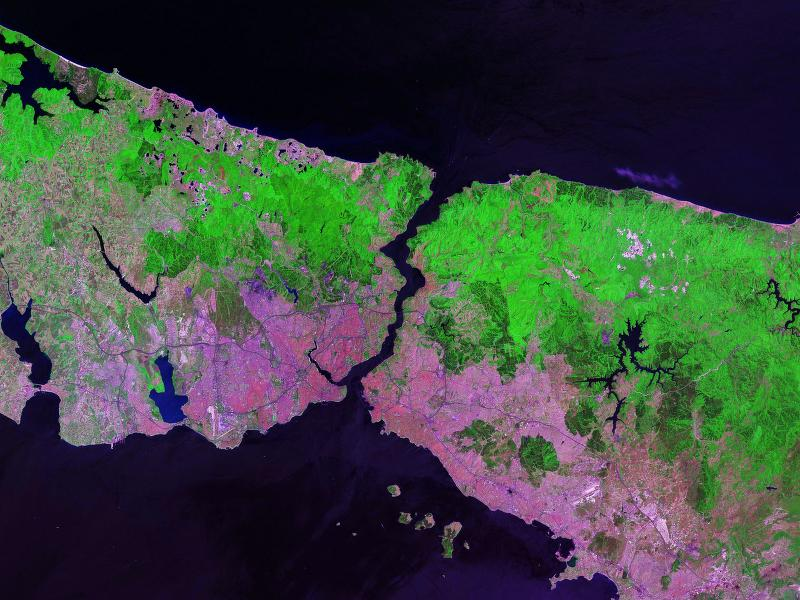
Bosphore - Ảnh chụp từ vệ tinh Landsat

Bosphorus hay Bosporus (tiếng Hy Lạp: Βόσπορος), phiên âm tiếng Việt thường là Bô-xpho hoặc Bốt-xpho từ tiếng Pháp Bosphore, là một eo biển chia cắt phần thuộc châu Âu (Rumelia) của Thổ Nhĩ Kỳ với phần thuộc châu Á (Anatolia) của nước này. Nó nối biển Marmara (tiếng Thổ Nhĩ Kỳ: Marmara Denizi, tiếng Hy Lạp: Θάλασσα του Μαρμαρά) với biển Đen (tiếng Thổ Nhĩ Kỳ: Karadeniz, tiếng Hy Lạp: Μαύρη Θάλασσα). Eo Bosporus dài 30 km, với chiều rộng lớn nhất 3,7 km ở lối vào phía bắc và chiều rộng nhỏ nhất 0,75 km nằm giữa hai pháo đài Anadoluhisari và Rumelihisari. Độ sâu dao động trong khoảng từ 36 đến 124 mét tính theo giữa luồng.
Trên các bờ của eo biển này có khá đông dân cư sinh sống, do thành phố Istanbul (dân số ít nhất là 11 triệu người) nằm ở cả hai bờ của nó.
Có hai cầu xuyên qua eo biển Bosphore. Cây cầu đầu tiên là cầu Bogazici (Bosphore I) dài 1.074 mét được xây dựng xong vào năm 1973. Cây cầu thứ hai là cầu Fatih Sultan Mehmed (Bosphore II) dài 1.090 mét được hoàn thành năm 1988 cách cầu thứ nhất khoảng 5 km về phía bắc.
Marmaray- tuyến đường sắt dài 13,7 km chạy theo đường hầm đang được xây dựng và dự kiến hoàn thành vào tháng 10 năm 2013. Khoảng 1.400 mét của đường hầm sẽ chạy dưới đáy eo biển này ở độ sâu khoảng 55 mét.

## Truyền thuyết
Tên gọi này gắn liền với thần thoại Hy Lạp về chuyến đi của Io sau khi thần Zeus biến nữ thần này thành một con bò để bảo vệ nàng.
Trong thần thoại, người ta cũng kể rằng các tảng đá di động đã từng nghiền nát bất cứ tàu thuyền nào có ý định vượt qua eo biển Bosphore cho đến khi người anh hùng Jason tìm được lối đi nhờ các mưu kế tinh khôn làm cho các tảng đá bị cố định lại và lối đi của người Hy Lạp vào biển Đen đã được thông suốt.

## Lịch sử
Eo biển Bosphore đã hình thành vào khoảng năm 5600 TCN khi mực nước biển của Địa Trung Hải/biển Marmara lên cao đã tràn qua nó vào biển Đen - vào thời kỳ đó là một khu vực chứa nước ngọt rất nông.
Một số người cho rằng các trận ngập lụt diện rộng diễn ra ở các khu vực bờ phía bắc của biển Đen khi đó có người sinh sống và cày cấy là nền tảng lịch sử của các câu chuyện về ngập lụt trong sử thi Gilgamesh và Kinh Thánh. (Xem thuyết đại hồng thủy biển Đen.)
Như là điểm hẹp nhất trong hành lang nối biển Đen với Địa Trung Hải, vịnh Bosphore luôn có tầm quan trọng chiến lược và thương mại lớn. Nhà nước Athena cổ đại của người Hy Lạp vào thế kỷ 5 TCN đã rất phụ thuộc vào ngũ cốc nhập khẩu từ Scythia, vì thế sự liên minh với các thành phố kiểm soát eo biển này, chẳng hạn như thuộc địa Megara của Byzantine là cần phải được duy trì và bảo vệ.
Tầm ảnh hưởng chiến lược của eo biển này đã là một trong các yếu tố quan trọng trong quyết định của hoàng đế La Mã là Đại Đế Constantine khi ông thiết lập thủ đô mới của mình vào năm 330 ở Constantinopolis. Thành phố này vào năm 1453 đã trở thành thủ đô của Đế quốc Ottoman và những pháo đài trên cả hai bờ của eo biển gần với thành phố của Đế quốc Byzantine mà người Ottoman đã xây dựng là Anadoluhisari (1393) và Rumelihisari (1451).
Tầm quan trọng chiến lược của eo biển Bosphore vẫn là rất đáng kể và sự kiểm soát nó đã từng là chủ đề của một loạt các cuộc chiến trong lịch sử cận đại và hiện đại, nổi tiếng nhất là Chiến tranh Nga-Thổ (1877-1878), cũng như là cuộc tấn công của khối Liên ước vào Dardanelles năm 1915 trong tiến trình của Chiến tranh thế giới thứ nhất. Một số hiệp ước quốc tế được đưa ra để quản lý việc đi lại của tàu thuyền qua eo biển, bao gồm công ước Montreux về chế độ của các eo biển Thổ Nhĩ Kỳ, được ký kết năm 1936.